# Episodi de L'asso della Manica (terza stagione)
La terza stagione della serie televisiva L'asso della Manica, composta da 10 episodi, è stata trasmessa sul canale inglese BBC dal 3 dicembre 1983 al 4 febbraio 1984. In Italia è stata trasmessa su Rai 2 nel 1985.
| n° | Titolo originale           | Titolo italiano          | Prima TV Regno Unito | Prima TV Italia |
| -- | -------------------------- | ------------------------ | -------------------- | --------------- |
| 1  | Ninety For Cent Proof      | Una prova al 90%         | 3 dicembre 1983      | 1985            |
| 2  | A Hole in the Bucket       | Un buco nell'acqua       | 10 dicembre 1983     | 1985            |
| 3  | Holiday Snaps              | Vacanze guastate         | 17 dicembre 1983     | 1985            |
| 4  | Ice Maiden                 | Una ragazza di ghiaccio  | 24 dicembre 1983     | 1985            |
| 5  | Come Out Fighting          | Lotta dura               | 31 dicembre 1983     | 1985            |
| 6  | A Touch of Eastern Promise | Promesse orientali       | 7 gennaio 1984       | 1985            |
| 7  | A Cry in the Night         | Un grido nella notte     | 14 gennaio 1984      | 1985            |
| 8  | The Company You Keep       | La compagnia che abbiamo | 21 gennaio 1984      | 1985            |
| 9  | Tug of War                 | Tiro alla fune           | 28 gennaio 1984      | 1985            |
| 10 | House Guests               | Ospiti di casa           | 4 febbraio 1984      | 1985            |

## Una prova al 90%
- Titolo originale: Ninety For Cent Proof
- Diretto da: Robert Young
- Scritto da: Brian Clemens

### Trama
Durante un caso giudiziario che vede coinvolto un uomo accusato di incendio doloso di un albergo per l'assicurazione, Jim viene avvicinato da una donna, che dice che suo marito sta tentando di ucciderla, però Jim crede che la donna sta raccontando frottole per truccare il processo.

## Un buco nell'acqua
- Titolo originale: A Hole in the Bucket
- Diretto da: Ian Toynton
- Scritto da: Bill Craig

### Trama
Una tossicodipendente arriva nel Jersey con un agente di polizia sotto il programma protezione testimoni, poiché deve testimoniare contro un suo compagno criminale e per questo l'agente chiede a Jim di proteggere la testimone prima che la uccidano.

## Vacanze guastate
- Titolo originale: Holiday Snaps
- Diretto da: Ben Bolt
- Scritto da: Nick McCarty

### Trama
Jim mantiene i contatti con la polizia francese per indagare sull'omicidio di una francese avvenuta mentre era in campeggio col marito.

## Una ragazza di ghiaccio
- Titolo originale: Ice Maiden
- Diretto da: Robert Tronson
- Scritto da: Rod Beachman

### Trama
Una donna con la reputazione di ladra di gioielli arriva nel Jersey alla vigilia di un'asta privata di un imprenditore per avere un diamante del valore di un quarto di milione di sterline, e Jim la tiene in guardia.

## Lotta dura
- Titolo originale: Come Out Fighting
- Diretto da: Robert Young
- Scritto da: Alistair Bell

### Trama
Un pugile arriva a Jersey per sfidare il suo avversario francese per il titolo dei pesi medi, ma il pugile è soggetto insieme alla moglie di abusi razziali da parte di delinquenti locali, non fino a quando la moglie è stata rapita e Jim indaga.

## Promesse orientali
- Titolo originale: A Touch of Eastern Promise
- Diretto da: Christopher King
- Scritto da: Brian Finch

### Trama
Charlie invita un uomo d'affari arabo a investire nel suo complesso ricreativo per tutte le stagioni, non sapendo che il governo dell'arabo è a conoscenza delle sue transazioni illegali e ha chiesto al collega di lasciare l'isola e a Jim di proteggerlo dagli attentati.

## Un grido nella notte
- Titolo originale: A Cry in the Night
- Diretto da: Oliver Horsbrugh
- Scritto da: Robert Holmes

### Trama
Jim indaga su un incidente durante un party in barca che coinvolge un'ex batterista, il suo socio e la moglie, ma scopre che il socio era indebitato fino al collo, causando il fallimento di un'azienda.

## La compagnia che abbiamo
- Titolo originale: The Company You Keep
- Diretto da: David Reynolds
- Scritto da: Tony Hoare

### Trama
Jim indaga su una serie di furti avvenuti nelle case, in cui viene coinvolta una cognata di una delle vittime.

## Tiro alla fune
- Titolo originale: Tug of War
- Diretto da: Paul Wheeler
- Scritto da: Laurence Moody

### Trama
Jim va sulle tracce di un'ex detenuto che ha appena rapito suo figlio per trovare la parte nel bottino nascosto dopo una rapina in banca avvenuta anni prima.

## Ospiti di casa
- Titolo originale: House Guests
- Diretto da: Bill Craig
- Scritto da: Robert Tronson

### Trama
Jim si trova in una situazione complicata, in cui tre terroristi hanno fatto irruzione in una villa di un noto finanziere.